# Warren Gore
Warren Gore auch Warren’s Gore ist ein Unincorporated Gore im Essex County im US-Bundesstaat Vermont. Es hatte bei der letzten Volkszählung im Jahr 2020 zwei Einwohner. Die Verwaltung erfolgt durch das Unified Towns & Gores of Essex County. Es ist Teil der Berlin Micropolitan Statistical Area.

## Geografie

### Geografische Lage
Warren Gore liegt im Nordwesten des Essex Countys, nahe der südlichen Grenze zu Kanada. Mehrere kleine Bäche durchfließen das Gebiet. Im Norden befindet sich der Norton Pond. Die Oberfläche ist hügelig.

### Nachbargemeinden
Alle Entfernungen sind als Luftlinien zwischen den offiziellen Koordinaten der Orte aus der Volkszählung 2010 angegeben.
- Norden: Norton, 8,3 km
- Osten: Averys Gore, 6,4 km
- Süden: Brighton, 3,8 km
- Südwesten: Morgan, 7,0 km
- Westen: Warner’s Grant, 4,0 km

### Klima
Die mittlere Durchschnittstemperatur in Warren Gore liegt zwischen −11,7 °C (11 °Fahrenheit) im Januar und 18,3 °C (65 °Fahrenheit) im Juli. Damit ist der Ort gegenüber dem langjährigen Mittel der USA um etwa 9 Grad kühler. Die Schneefälle zwischen Mitte Oktober und Mitte Mai liegen mit mehr als zwei Metern etwa doppelt so hoch wie die mittlere Schneehöhe in den USA. Die tägliche Sonnenscheindauer liegt am unteren Rand des Wertespektrums der USA, zwischen September und Mitte Dezember sogar deutlich darunter.

## Geschichte
Warren Gore wurde zugehörig zum Grant von Warren im Jahr 1780 ausgerufen, um die Fläche der Town Warren auf die nötige Größe zu erweitern. Der Grant wurde erst neun Jahre später durch die Legislative am 20. Oktober 1789 bestätigt, vermutlich weil erst zu diesem Zeitpunkt die nötigen Gelder beisammen waren, um die Gebühren des Grants zu bezahlen. Die Town Warren befindet sich im Süden von Vermont, im Washington County, Warren Gore im Norden, im Essex County. Diese Entfernung war für die Town und das Gore nicht hilfreich. Erst im Jahr 1970 zogen der erste Bewohner auf das Gebiet von Warren Gore, wie im Census von 1970 festgehalten.

### Einwohnerentwicklung
| Volkszählungsergebnisse – Town of Warrens Gore, Vermont | Volkszählungsergebnisse – Town of Warrens Gore, Vermont | Volkszählungsergebnisse – Town of Warrens Gore, Vermont | Volkszählungsergebnisse – Town of Warrens Gore, Vermont | Volkszählungsergebnisse – Town of Warrens Gore, Vermont | Volkszählungsergebnisse – Town of Warrens Gore, Vermont | Volkszählungsergebnisse – Town of Warrens Gore, Vermont | Volkszählungsergebnisse – Town of Warrens Gore, Vermont | Volkszählungsergebnisse – Town of Warrens Gore, Vermont | Volkszählungsergebnisse – Town of Warrens Gore, Vermont | Volkszählungsergebnisse – Town of Warrens Gore, Vermont |
| Jahr                                                    | 1900                                                    | 1910                                                    | 1920                                                    | 1930                                                    | 1940                                                    | 1950                                                    | 1960                                                    | 1970                                                    | 1980                                                    | 1990                                                    |
| ------------------------------------------------------- | ------------------------------------------------------- | ------------------------------------------------------- | ------------------------------------------------------- | ------------------------------------------------------- | ------------------------------------------------------- | ------------------------------------------------------- | ------------------------------------------------------- | ------------------------------------------------------- | ------------------------------------------------------- | ------------------------------------------------------- |
| Einwohner                                               |                                                         |                                                         |                                                         |                                                         |                                                         |                                                         |                                                         | 1                                                       | 0                                                       | 2                                                       |
| Jahr                                                    | 2000                                                    | 2010                                                    | 2020                                                    | 2030                                                    | 2040                                                    | 2050                                                    | 2060                                                    | 2070                                                    | 2080                                                    | 2090                                                    |
| Einwohner                                               | 10                                                      | 4                                                       | 2                                                       |                                                         |                                                         |                                                         |                                                         |                                                         |                                                         |                                                         |

## Wirtschaft und Infrastruktur

### Verkehr
Die Vermont State Route 114 führt in nördlicher Richtung zentral durch das Gebiet der Town von Island Pond im Süden nach Norton im Norden. Die Straße führt entlang des Norton Ponds. Parallel zur Straße verläuft die ehemalige Strecke der Bahnstrecke Montreal–Island Pond.
Es gibt keine weitere Infrastruktur auf dem Gebiet von Warren’s Gore.